# Echinocamptus africanus
Echinocamptus africanus är en kräftdjursart som först beskrevs av Claude Chappuis 1932.  Echinocamptus africanus ingår i släktet Echinocamptus och familjen Canthocamptidae. Inga underarter finns listade i Catalogue of Life.